# Sam Mahl
Sam Mahl (* 1913; † 1992) war ein US-amerikanischer Fotograf, Grafikdesigner, und Kunsthändler. Er war Mitglied der Photo League in New York. Die Photo League war eine Organisation von Fotografen in New York City, die sich der Dokumentation des Lebens in den Arbeitervierteln widmete. Sie wurde 1936 gegründet und bot ihren Mitgliedern Schulungen, Ausstellungsräume und eine Plattform für den Austausch über soziale und kreative Themen. Die Photo League spielte eine wichtige Rolle bei der Entwicklung der sozialdokumentarischen Fotografie in den USA.

## Leben
Sam Mahl studierte an verschiedenen Kunst- und Wirtschaftshochschulen in New York, unter anderem an der Art Students League of New York. Nach seiner Ausbildung arbeitete er als Designer für New Yorker Kaufhäuser, zunächst als stellvertretender Ausstellungsleiter, später als Leiter der Grafikabteilung. 1947 trat Mahl der Photo League bei. Er nahm an der Ausstellung „This Is the Photo League“ (1948–49) teil und besuchte einen Kurs bei Paul Strand, in dessen Verlauf The New Ghetto (1949) entstand, ein fotografischer Essay über das Viertel Knickerbocker Village in der Lower East Side von Manhattan. Er bleibt bis 1951 Mitglied der Photo League. Sam Mahl nahm an Gruppenausstellungen in den USA und im Ausland teil und wurde später Kunsthändler, spezialisiert auf nicht-westliche Kunst.

## Werk
Seine Fotografien zeigen oft Szenen des städtischen Lebens und reflektieren die sozialen Realitäten seiner Zeit. Als talentierter Fotograf und Grafikdesigner nutzte er seine Kunst, um soziale Themen hervorzuheben und das Bewusstsein für die Lebensbedingungen in der Stadt zu schärfen.